# Jaghatu (Ghazni)
Jaghatu (persiska: جغتو) är ett distrikt i Afghanistan. Det ligger i provinsen Ghazni, i den centrala delen av landet, 150 kilometer sydväst om huvudstaden Kabul.
Distriktet beräknades år 2022 ha cirka 37 000 invånare.